# Codakia distinguenda
Codakia distinguenda is een tweekleppigensoort uit de familie van de Lucinidae. De wetenschappelijke naam van de soort is voor het eerst geldig gepubliceerd in 1872 door Tryon.